# آنکه بومر
آنکه بومر (آلمانی: Anke Behmer؛ زادهٔ ۵ ژوئن ۱۹۶۱) ورزشکار هفت‌گانه زن اهل آلمان بود.
وی در مسابقات کشوری و بین‌المللی در مجموع برندهٔ ۱ مدال طلا، ۲ مدال برنز شده‌است.